# Брошантит
Брошантит, или кризувигит (фр. brochantite — по имени французского минералога Андре Жана Франсуа Мари Брошана де Вильера) — минерал класса сульфатов Cu4SO4(OH)6. Содержит 69-70 % CuO.
Кристаллизуется в моноклинной системе. Кристаллическая структура субслоистая. Цвет изумрудно-зелёный до тёмно-зелёного; прозрачный. Спайность совершенная. Твёрдость 3,5-4. Плотность 3800—4100 кг/м³.
Формы выделения: игольчатые кристаллы, мелкокристаллических друзы, натечные формы волокнистого строения. Образуется в зонах окисления месторождений медных сульфидных руд, в условиях жаркого сухого климата, где встречается совместно с малахитом, азуритом, купритом, хризоколлой и другими.
Согласно статье академика Ф. Ю. Левинсона-Лессинга в «ЭСБЕ», в сольфатарах Кризувига в Исландии находилось одно из «лучших» (на начало XX века) месторождений минерала, откуда и пошло его второе (почти не используемое в настоящее время) название «кризувигит».